# Bolothrips gilvipes
Bolothrips gilvipes är en insektsart som först beskrevs av Ian A. Hood 1914.  Bolothrips gilvipes ingår i släktet Bolothrips och familjen rörtripsar. Inga underarter finns listade i Catalogue of Life.